# مايك ديفيدسون
مايك ديفيدسون (بالإنجليزية: Mike Davidson) هو سباح نيوزلندي، ولد في 20 يوليو 1963.

## وصلات خارجية
- مايك ديفيدسون على موقع أوليمبيديا (الإنجليزية)